# Kivalina
Kivalina (Inupiaq: Kivalliñiq) ist eine Siedlung im Northwest Arctic Borough im US-amerikanischen Bundesstaat Alaska, die den Status einer City besitzt. Das U.S. Census Bureau hatte bei der Volkszählung 2020 eine Einwohnerzahl von 444 ermittelt. Es handelt sich um eine traditionelle Eskimo-Gemeinde der Iñupiat, die von Subsistenzwirtschaft lebt.

## Geografie
Kivalina befindet sich an der Südspitze einer 12 km langen Barriereinsel, welche die Kivalina Lagoon von der Tschuktschensee trennt. Kivalina befindet sich 125 km nordwestlich von Kotzebue, dem Verwaltungssitz des Northwest Arctic Borough.

## Geschichte
Kivalina wurde als eine Iñupiat-Gemeinde im Jahr 1847 erstmals von Lawrenti Alexejewitsch Sagoskin, Leutnant der Kaiserlich Russischen Marine, als "Kivualinagmut" erwähnt. Es handelt sich um die einzige Siedlung der Region, deren Einwohner Grönlandwale jagen. Die Siedlung Kivalina lag ursprünglich am Nordende der Barriereinsel der Kivalina Lagoon und wurde später an ihren jetzigen Ort verlegt. Kivalina wurde beim United States Census 1920 als ein gemeindefreies Gebiet (unincorporated (native) village) geführt. Im Jahr 1960 wurde ein Flugplatz gebaut. Nach der Erhebung von Kivalina im Jahr 1969 (nach anderen Quellen: 1970) zu einer „Stadt zweiten Ranges“ (second-class city), wurde in der Folge eine neue Schule sowie ein Elektrizitätsnetz errichtet. Im Sommer 2020 wurde eine Brücke von Kivalina über die Kivalina Lagoon zum Festland fertiggestellt. Diese ermöglicht eine schnelle Evakuierung der Bevölkerung im Falle von Stürmen und anderen Unwettern.

## Umwelt
In Folge der globalen Erwärmung kommt es zu einem Anstieg des Meeresspiegels. Weiterhin erwärmt sich das Meerwasser. Eine Folge sind eine verstärkte Erosion, Stürme und Überflutungen. Ferner bildet sich das der Küste vorgelagerte Meereis, das die Insel vor den Sturmfluten der Winterstürme schützt, nicht mehr früh genug im Herbst.

## Umsiedelungspläne
Neben der Umweltproblematik macht der Gemeinde auch die hohe Bevölkerungsdichte auf einer sehr kleinen Fläche zu schaffen. Es gibt schon seit Jahren verschiedene Pläne, die Gemeinde auf das Festland zu verlegen. Der aktuelle Plan sieht vor, eine neue Schule 10 km landeinwärts zu errichten.